# Артем'єв Олег Германович
Олег Германович Артем'єв (нар. 28 грудня 1970, Рига) — російський космонавт-випробовувач загону ФГБУ «НДІ ЦПК імені Ю. А. Гагаріна», 118-й космонавт СРСР / Росії і 534-й космонавт світу. Здійснив два космічні польоти: перший на транспортному пілотованому кораблі " Союз ТМА-12М " в березні-вересні 2014 року до Міжнародної космічної станції, другий — на ТПК «Союз МС-08» в березні-жовтні 2018 року. Учасник основних космічних експедицій МКС-39 / МКС-40, МКС-55 / МКС-56 . Загальна тривалість польотів становила 365 діб 23 години 5 хвилин. Здійснив три виходи у відкритий космос, загальна тривалість робіт у відкритому космосі склала 20 годин 20 хвилин. До надходження в загін космонавтів працював інженером-випробувачем в РКК «Енергія» . Учасник 14 і 105-добових підготовчих експериментів за програмою " МАРС-500 ", що імітують політ на Марс . Герой Російської Федерації, льотчик-космонавт Російської Федерації (2016), інструктор-космонавт-випробувач 2-го класу. Почесний громадянин міст Байконур, Гагарін і Снежинска . Депутат Московської міської думи VII скликання з 2019 року.

## Ранні роки, освіта
Олег Германович Артем'єв народився 28 грудня 1970 Ризі, Латвійська РСР, СРСР (нині Латвійська Республіка) в родині військового інженера Германа Олексійовича Артем'єва та його дружини Ольги Миколаївни. Батько Олега білорус, народився в селищі Друя Браславського району Вітебської області, після закінчення Чернігівського військового училища, а потім Ризького військового училища служив в автомобільних військах, підполковник у відставці. Мати народилася в родині військового. Її сім'я переїхала з Далекого Сходу до Риги, де вона закінчила технікум, працювала до виходу на пенсію на підприємстві " Вітебскдрев ", де продовжує працювати молодша сестра Олега — Тетяна. У 1970-1980-х роках батьки Олега жили в Ленінську (нині Байконур) Кзил-Ординський області Казахської РСР, де проходив службу Герман Олексійович, а в 1992 році переїхали в Вітебськ .
Олег Артем'єв під час навчання в школі займався музикою і спортом — плаванням і боротьбою, збирав моделі літаків і вертольотів. Мріяв стати моряком, мандрівником. Був записаний в клуб юних моряків, де захопився підводним плаванням . У 1986 році закінчив середню школу № 211 (5) в м Ленінську і поступив в Таллінський політехнікум, який закінчив в 1990 році з відзнакою за спеціальністю «Електрообладнання промислових підприємств і установок». Під час навчання в технікумі захоплювався стрибками з парашутом . Після закінчення технікуму, в 1990—1991 роках проходив строкову службу в лавах Радянської Армії в Вільнюсі Литовська РСР, потім працював електромонтером промислового обладнання на Державному союзному заводі «Двигун» ім. В. І. Леніна в Таллінні .
У 1998 році закінчив МГТУ ім. Н. Е. Баумана за фахом «Техніка і фізика низьких температур», після закінчення навчання присвоєна спеціальність «інженер-механік», паралельно з навчанням працював водієм АТХ МГТУ ім. Н. Е. Баумана .
З 1999 року, після закінчення університету, працював в РКК «Енергія» на посаді інженера-випробувача 293-го відділу (Внекорабельной діяльність), займався розробкою бортової документації та експериментальної відпрацюванням методик і обладнання внекорабельной діяльності (ВКД) в гідроневесомості. Брав участь в підготовці службового модуля «Зірка» до старту в частині ВКД і ТОР (технічне обслуговування і ремонт); брав участь в підготовці до ВКД екіпажів МКС; супроводжував виходи на МКС в ЦУП. Брав участь в морських тренуваннях екіпажів по приводнення спускного апарата (СА), входив до складу команди техобслуговування спускається на місці посадки, а також до складу випробувальної бригади в якості випробувача скафандрів «Орлан-М-ГН», «Орлан-ВН», EMU і страхує водолаза в легководолазному спорядженні .
У 2009 році з відзнакою закінчив Російську академію державної служби при Президенті РФ за фахом «Управління персоналом». Веде наукову діяльність, кандидат економічних наук, має опубліковані наукові статті. Учасник російських і міжнародних конференцій .

## Космічна підготовка
29 травня 2003 року Артем'єв був зарахований до загону космонавтів для проходження загальнокосмічної підготовки (15-й набір космонавтів РКК «Енергія»). З 16 червня 2003 року приступив до загальнокосмічної підготовки, яку завершив 28 червня 2005 року, здавши іспити в ЦПК з оцінкою «відмінно». 5 липня 2005 року присвоєно кваліфікацію «космонавт-випробувач». З липня 2005 року проходив підготовку в групі спеціалізації і вдосконалення ЦПК імені Ю. А. Гагаріна. З листопада 2005 року — космонавт-випробувач 291-го відділу РКК «Енергія» .
З 29 по 31 січня 2006 року в якості командира умовного екіпажу разом з астронавтами НАСА Майклом Барраттом і Сандрою Магнус (обидва — США) брав участь в дводобовому іспиті на виживання в безлюдній місцевості у разі аварійної посадки апарата. Іспит проходив в підмосковному лісі. У період з 2 по 10 червня 2006 року проходив в Севастополі тренування по роботі в разі нештатної посадки апарата на воду в складі умовного екіпажу разом з Юрієм Лончаковим і Олегом Скрипочкою. У період з 16 по 27 січня 2007 року в лісистій місцевості в 30 км від Москви брав участь в тренуваннях з виживання в складі умовного екіпажу разом з астронавтом Чарльзом Симоні і космонавтом Сергієм Ревіна .
З 15 по 29 листопада 2007 року та з 25 червня по 9 липня 2008 року брав участь в двотижневих випробуваннях за програмою " МАРС-500 ". У 2008 році брав участь в повному циклі барокамерних випробувань скафандра «Орлан-МК» в ВАТ «Зірка». З 31 березня по 14 липня 2009 року в складі екіпажу 105-добової ізоляції: Олексія Баранова, Сергія Рязанського, Олексія Шпакова, Олівера Кніккель, Сіріля Фурньє брав участь в 105-добовому підготовчому експерименті за програмою проведення експерименту «МАРС-500», що імітує політ на Марс .
У 2010—2011 роках в якості оператора спускається готував транспортні пілотовані кораблі № 701 і № 231 до старту . З 2011 року — космонавт-випробувач загону космонавтів ФГБУ «НДІ ЦПК імені Ю. А. Гагаріна». З вересня 2011 року по вересень 2013 року проходив підготовку у складі дублюючого екіпажу МКС-37/38 в якості бортінженера ТПК " Союз ТМА-10М " і бортінженера МКС, разом з космонавтом Олександром Скворцовим (командир корабля) і Стівеном Свонсон (бортінженер). Екіпаж здав екзаменаційне тренування на тренажері корабля «Союз ТМА-М» за чотирьохгілковою схемою зближення з МКС, комплексним екзаменаційним тренуванням по дводобовій схемі зближення на тренажері ТПК «Союз ТМА-М». 25 вересня 2013 року під час старту КК «Союз ТМА-10М» Артем'єв був дублером бортінженера-1 корабля . проходив підготовку в складі основного екіпажу МКС-39/40 в якості бортінженера і бортінженера МКС .
23 січня 2014 завершив курс підготовки з вивчення іноземних сегментів Міжнародної космічної станції в Космічному центрі імені Л. Джонсона (КЦД, м Х'юстон) .
4 березня 2014 року Артем'єв почав проходження комплексних тренувань в якості бортінженера основного екіпажу ТПК " Союз ТМА-12М " і космічних експедицій МКС-39 / МКС-40 разом з командиром Олександром Скворцовим і бортінженером Стівеном Свонсон. 24 березня 2014 року на Байконурі рішенням Державної комісії з проведення льотних випробувань пілотованих космічних комплексів затверджений в якості бортінженера-1 основного екіпажу ТПК «Союз ТМА-12М» .
Політ почався 26 березня 2014 року. Екіпаж корабля " Союз ТМА-12М " в складі командира корабля Олександра Скворцова і бортінженерів Олега Артем'єва та Стівена Суонсона (НАСА), в 1:17:23 MSK, стартував з космодрому Байконур до МКС. Зустріч космічного корабля з МКС була перенесена на 28 березня 2014 року, замість запланованої 26 березня . 28 березня о 03:00 годині 53 хвилин 33 секунди за московським часом транспортний пілотований корабель «Союз ТМА-12М» штатно прибув до зустічного вузла малого дослідницького модуля «Пошук» російського сегменту Міжнародної космічної станції .
12 квітня 2014 року Олег Артем'єв, перебуваючи на борту МКС, взяв участь в акції " Тотальний диктант ", знімав відеофільми, які розмістив на своєму сайті, вів блог на сайті Федерального космічного агентства, на якому розміщував свої фотографії зроблені в космосі .

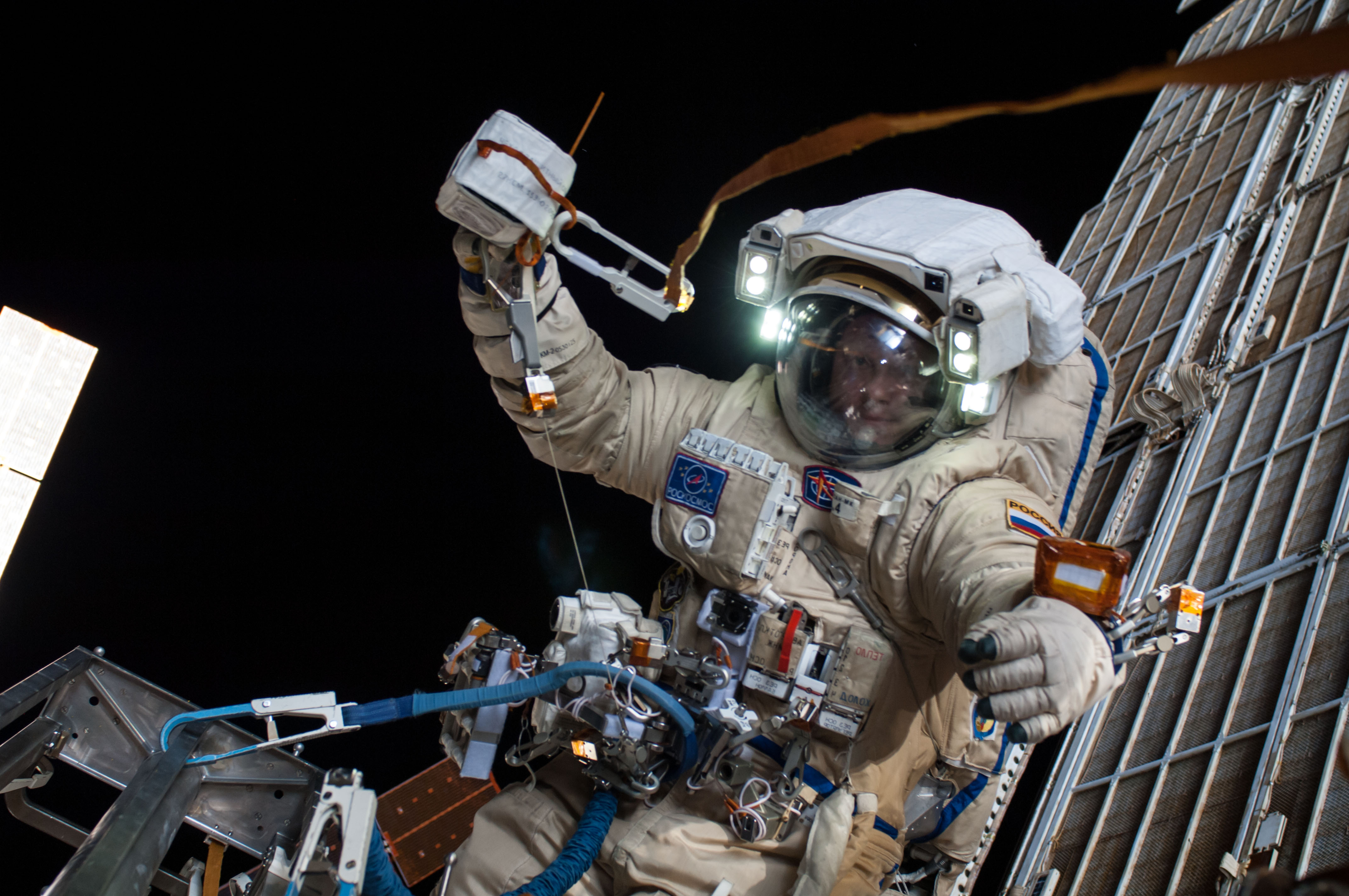
Космонавт Артем'єв у відкритому космосі

Під час космічного польоту космонавт Артем'єв зробив два виходи у відкритий космос, загальна тривалість його робіт у відкритому космосі склала 12 годин 34 хвилини. 19 червня 2014 року космонавти Олександр Скворцов та Олег Артем'єв провели перший вихід у відкритий космос. Протягом семи годин 24 хвилин роботи у відкритому космосі космонавти провели монтаж і демонтаж наукової апаратури на зовнішній стороні станції, перевірили робочий стан замків на універсальному робочому місці, взяли проби на зовнішній поверхні ілюмінатора МКС в рамках космічного експерименту «Тест» .
18 серпня 2014 року Олександра Скворцов та Олег Артем'єв провели другий вихід у відкритий космос. Під час виходу був запущений наносупутник «НС-1», створений студентами Південно-Західного державного університету (ЮГЗУ) м Курська . Крім того, космонавти провели монтаж і демонтаж наукової апаратури на зовнішній стороні станції, провели відбір проб для експерименту «Тест», здійснили фотозйомку екранно-вакуумної теплоізоляції зовнішньої поверхні російського сегмента МКС. Тривалість діяльності за межами корабля склала 5 годині 10 хвилин .
11 вересня 2014 року о 6:23 (MSK) екіпаж корабля «Союз ТМА-12М» благополучно приземлився в казахстанському степу, за 148 кілометрів від південного сходу міста Жезказган .
У вересні 2014 року Олег Артем'єв взяв участь в післяпольотних наукових експериментах, в серії експериментальних досліджень, в інтересах міжпланетних польотів і освоєння планет Сонячної системи, які проводилися в Науково-дослідному випробувальному Центрі підготовки космонавтів імені Ю. А. Гагаріна . Відпрацював ручний керований спуск з орбіти на поверхню «іншої планети» на центрифузі ЦФ-18, на спеціалізованому тренажері «Вихід-2» виконав типові операції по виходу в скафандрі на модельовану поверхню «іншої планети» і роботі на ній .
Політ почався 21 березня 2018 року . Екіпаж корабля " Союз МС-08 " в складі командира корабля Олега Артем'єва і бортінженерів Ендрю Фойстел і Річарда Арнольда (НАСА), о 20:44 MSK, стартував з космодрому Байконур до МКС .
15-16 серпня Олег Артем'єв, разом з космонавтом С. Прокоп'євим, провели роботи у відкритому космосі на зовнішній поверхні МКС. За час проведення робіт космонавти зняли, експоновані з серпня 2017 року в рамках експерименту «Тест», пристрій зі зразками мікроорганізмів, виконали монтаж наукового обладнання по експерименту «Ікарус», запустили два наносупутники «Танюша-ЮЗГУ» в рамках експерименту «РадіоСкаф» і два наносупутники " SiriusSat ", провели панорамні відеозйомки навколишньої станції космічного простору і поверхні Землі. Тривалість перебування космонавтів за межами МКС склала 7 ч. 46 хв .
4 жовтня 2018 року о 10 год. 57 хв. мск ТПК «Союз МС-08» з екіпажем на борту відстикувався від Міжнародної космічної станції . Спусковий апарат з космонавтом Роскосмосу Олегом Артем'євим, астронавтами NASA Ендрю Фойстел і Річардом Арнольдом здійснив посадку на території Казахстану, в 146 кілометрах на південний схід від міста Жезказган, 4 жовтня 2018 року в 14 год. 45 хв. мск .
На 2019 рік є космонавтом-випробувачем 3 класу загону космонавтів Роскосмоса .
11 січня 2021 року Олег Артем'єв був призначений до складу дублюючого екіпажу ТПК «Союз МС-18» .
Статистика польотів
| # | стартовий </br> корабель | Старт, UTC         | експедиція                | корабель </br> посадки | Посадка, UTC       | наліт                       | виходи </br> у відкритий космос | час </br> у відкритому космосі |
| - | ------------------------ | ------------------ | ------------------------- | ---------------------- | ------------------ | --------------------------- | ------------------------------- | ------------------------------ |
| 1 | Союз ТМА-12М             | 25.03.2014 , 21:17 | Союз ТМА-12М, МКС-39 / 40 | Союз ТМА-12М           | 11.09.2014 , 2:23  | 169 діб 05 годині 05 хвилин | 2                               | 12 годин 34 minutes            |
| 2 | Союз МС-08               | 21.03.2018 , 17:44 | Союз МС-08, МКС-55 / 56   | Союз МС-08             | 04.10.2018 , 11:45 | 196 діб 18 годин 00 хвилин  | 1                               | 07 годині 46 хвилин            |
|   |                          |                    |                           |                        |                    | 365 діб 23 години 05 хвилин | 3                               | 20 годин 20 хвилин             |

- Герой Російської Федерації (15 лютого 2016 року) — за мужність і героїзм, проявлені при здійсненні тривалого космічного польоту на Міжнародній космічній станції[22] ;
- Льотчик-космонавт Російської Федерації (15 лютого 2016 року) — за мужність і героїзм, проявлені при здійсненні тривалого космічного польоту на Міжнародній космічній станції ;
- Орден «За заслуги перед Вітчизною» IV ступеня (30 січня 2020 року) — за мужність і героїзм, проявлені при здійсненні тривалого космічного польоту на Міжнародній космічній станції[23] ;
- Почесний громадянин міста Байконур (Постанова Глави адміністрації міста Байконур від 27 травня 2015 року № 110)[24] ;
- Почесний громадянин міста Гагарін (2015)[25] ;
- Почесний громадянин міста Снежинска (2018)[26] ;
- Знак Гагаріна (Федеральне космічне агентство, Наказ керівника ФКА Росії № 357к від 8 жовтня 2014 роки)[4] ;
- Знак преподобного Сергія Радонезького (Московська область, 15 січня 2021 року) — за особливо плідну державну, благодійну та громадську діяльність на благо Московської області[27] ;
- Почесний професор Південно-Західного державного університету (2015)[28] .

## Сім'я, особисте життя, захоплення
Батьки Олега — Ольга Миколаївна і Герман Олексійович Артем'єва, проживають в м. Вітебську, Республіка Білорусь . Олег Германович одружився в 39 років на Маліховой Анни Сергіївни. У сім'ї росте син Савелій і дочка Анфіса .
Артем'єв активно займається спортом. Захоплюється туризмом, гірськими лижами, дайвінгом і підводним полюванням .

## Громадська і політична діяльність
З 2019 року є депутатом Московської міської думи VII скликання по 29 виборчому округу Москви (райони Бірюльово Східне, Бірюльово Західне, частина району Царицино). Член Фракція Партії «Єдина Росія». Член комісій: з містобудування, державної власності та землекористування; з міжпарламентського співробітництва; по науці і промисловості .
Голова громадської ради ГБОУ міста Москви "Школа № 667 імені Героя Радянського Союзу К. Я. Самсонова " .

## Власність і доходи
За підсумками 2019 року задекларував 5 353 943 рублів доходу. Дохід дружини склав 1 135 110 рублів. Сім'я має у власності 2 земельні ділянки, житловий будинок, 3 квартири і автомобілі Mitsubishi Pajero, BMW X1, Suzuki Jimny.